# Dunaremete
Dunaremete (em croata: Remieta) é um município da Hungria, situado no condado de Győr-Moson-Sopron. Tem 4,36 km² de área e sua população em 2015 foi estimada em 247 habitantes.